# Bothremydinae
Bothremydinae  — підродина вимерлих черепах підряду бокошиїх. Включала 21 рід, 31 види.

## Спосіб життя
Мешкали у прісноводних водоймах. Зустрічалися як у воді, так й на суходолі. Живились безхребетними, земноводними, плазунами, птахами, ссавцями.

## Розповсюдження
Мешкали на території сучасних Центральної, Південної Америки, Європи, Західної Азії та у центральній й південній Африці.

## Роди
- Bothremydinae
  - Araiochelys
  - Bothremys
  - Chedighaii
  - Elochelys
  - Foxemys
  - Khargachelys
  - Pleurochayah
  - Polysternon
  - Puentemys
  - Rosasia
  - Zolhafah
  - Arenila
  - Azabbaremys
  - Phosphatochelys
  - Rhothonemys
  - Taphrosphys
  - Ummulisani
  - Crassachelys
  - Eusarkia
  - Gafsachelys
  - Labrostochelys
  - Cearachelys
  - Galianemys